# Архіпелаг Вільгельма
Архіпелаг Вільгельма — архіпелаг біля західного узбережжя Антарктичного півострова в Антарктиді.
Архіпелаг Вільгельма складається з численних островів, найбільшими з яких є Острів Бут і Острів Ховгаард. Архіпелаг простягається від протоки Бісмарка до західного узбережжя Землі Грейама. Він був відкритий німецькою експедицією під Едуардом Дальманом, 1873–1874. Він назвав їх на честь Вільгельма I, тодішнього німецького імператора та короля Пруссії.

## Групи островів
- Аргентинські острови